# Derrick Ward
Derrick LaRon Ward (født 30. august 1980 i Los Angeles, Californien, USA) er en tidligere amerikansk footballspiller, der spillede i NFL som running back. Han var aktik i ligaen mellem 2004 og 2011.
Ward var en del af det New York Giants-hold, der i 2008 overraskende vandt Super Bowl XLII efter sejr over New England Patriots.

## Klubber
- New York Giants (2004–2008)
- Tampa Bay Buccaneers (2009)
- Houston Texans (2010–2011)